# Екатерина Стоянова
Екатерина Кирилова Стоянова е българска актриса.

## Биография и творчество
Екатерина Стоянова е родена на 29 февруари 1980 г. в Сиктивкар, Русия.
Завършва 153-та профилирана гимназия „Неофит Рилски“, където се записва в театралната студия на Елена Горбаткова. 
През 2003 г. е приета в НАТФИЗ в две специалности, но избира да следва актьорско майсторство за драматичен театър при проф. Димитрина Гюрова.
Като е студентка в първи курс започва да се снима в сериала, излъчван по Нова телевизия „Морска сол“, където играе ролята на Таня. Дипломира се през 2007 г. и печели наградата на НАТФИЗ „Кръстьо Сарафов“ „Най-Най-Най“ за най-добра актриса на випуска. След завършването си се присъединява към трупата на Театър „Българска армия“. 

## Избрани театрални роли
- Полина в „Бягащи странници“ от Алексей Казанцев
- Джулианела в „Събота, неделя, понеделник“ от Едуардо де Филипо
- Кестенявата секретарка в „След дъжда“ от Серджи Белбел
- Маргарита, Монтеки в „Много шум за нищо“, „Ромео и Жулиета“ от Уилям Шекспир
- Ребека в „Кръщене“ от Камен Донев

## Избрани филмови роли
- „Коледа“ (2015) - съпругата на Георги
- „Даровете на влъхвите“ (2013) - Елена

## Награди и участия на фестивали
- 2013, ProFire Short Film Festival, Шотландия – специална награда на прогресивен филм за реалността
- 2014, Фестивал „Златна роза“, България – номинация в конкурсната програма за късометражен филм
- 2014, Сан Гио Верона Видео Фестивал, Италия – награда за солидарност FEVOSS